# Félix Trinidad

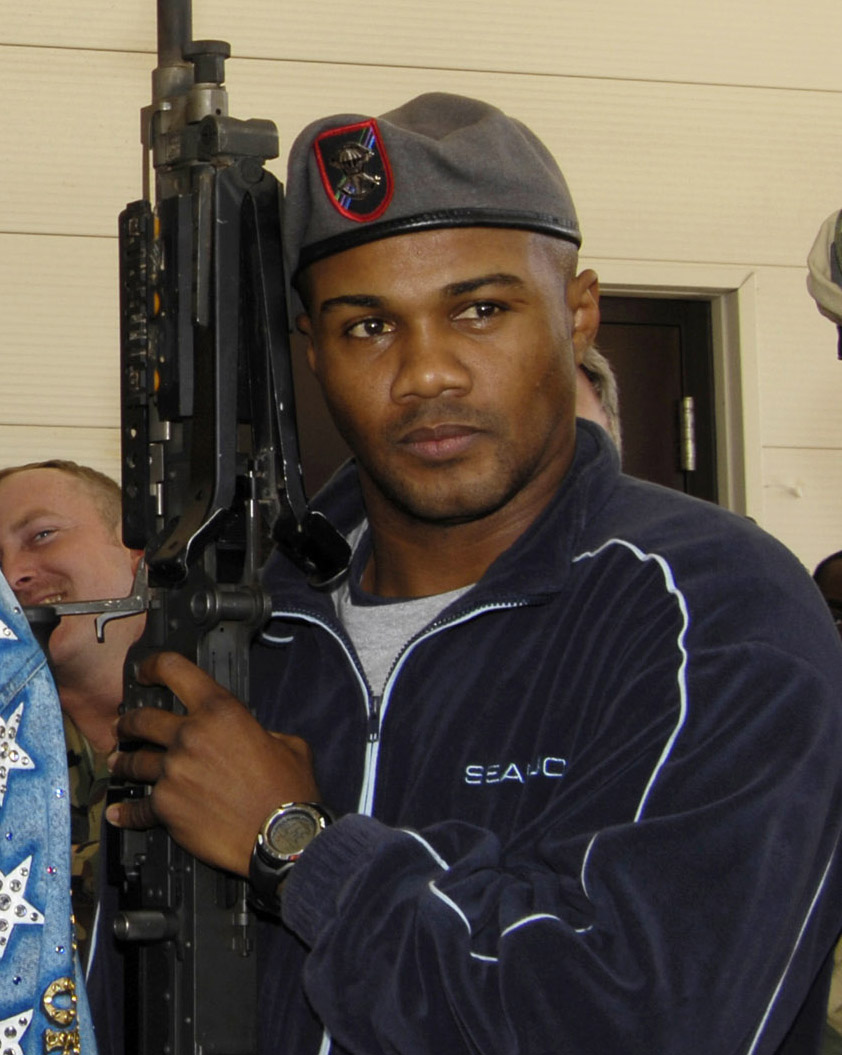
Félix Trinidad

Félix Trinidad Jr., född 10 januari 1973 i Fajardo, Puerto Rico, är en puertoricansk boxare som varit världsmästare i tre olika viktklasser, weltervikt, lätt mellanvikt och mellanvikt. Han anses vara en av de främsta boxarna det senaste decenniet.
Félix Trinidad blev världsmästare första gången 1993 när han erövrade IBF-s welterviktstitel från Maurice Blocker via K.O. i rond 2. Han höll titeln fram tills hösten 1999 då han avsade sig den. Under tiden hade han även tidigare under 1999 även erövrat WBC-titeln från superstjärnan Oscar De La Hoya. Nästa steg i karriären var att erövra WBC-versionen av lätta mellanviktstiteln, vilket skedde år 2000. Trinidad avsade sig även den ganska snart och gick upp i mellanvikt. Efter att ha besegrat WBA-mästaren William Joppy på K.O i rond 5 var allt klart för en match mot WBC och IBF-mästaren Bernard Hopkins, en match som skulle ena mellanviktstiteln. Trinidad var favorit men förlorade 29 september 2001 sin första proffsmatch när domaren stoppade matchen i 12:e och sista ronden.
Han beslutade sig för att lägga av 2002 men gjorde come-back 2004. 14 maj 2005 blev han dock besegrad av Winky Wright. Hans matchlista innehåller nu (juni 2005) 42 segrar (35 på K.O) och bara 2 förluster.
Félix Trinidad är en jätteidol på Puerto Rico. Även hans pappa, Félix Trinidad Sr, var en framgångsrik boxare.